# Dede Korkut könyve
Dede Korkut könyve (török: Dede Korkut, azeri: Kitabi Dədə Qorqud, کتاب دده قورقود , perzsa: کتاب دده قورقود , orosz: Китаби деде Коркуд, türkmén: Gorkut-ata) oguz-török elbeszélés-gyűjtemény.

## A mű szerkezete
A könyv tizenkét elbeszélésből és egy előszóból áll. A mondák közül kettő mitikus: a természet feletti erőkkel folytatott harcról szól – egyikben, az Egyszeműt elpusztító Bászat történetében az Odüsszeiából ismert történet oguz változatát ismerhetjük meg; kettő szerelmes történet, míg a többi az oguzok csatározásait beszéli el. Formailag prózai, melyet verses betétek szakítanak meg.

## Dede Korkut személye a műben
Dede Korkut a mondákban mint ravasz, csavaros eszű, sámán-szerű alak jelenik meg. Ha az oguzok bajba kerülnek, egyből őt kérik fel tanácsadónak.

## A mű fejezetei
- Az „előirat” (Allah a könyörületes….)
- 1. Dirsze kán-fia Bikács kán története
- 2. Szalur Kazán szállása kifosztásának története
- 3. Kám Büre bég-fia, Bamszi Bejrek története
- 4. Kazán bég-fia, Uruz bég fogságba esésének története
- 5. Duha Kodzsa-fia Deli Dumrul története
- 6. Kángli Kozsa-fia Kán Turali története
- 7. Kazilik Kodzsa-fia Jigenek története
- 8. Egyszeműt elpusztító Bászat története
- 9. Begil-fia Emren története
- 10. Usun Kodzsa-fia Szegrek története
- 11. Szalur Kazán fogságba esése, és fia, Uruz által történő kiszabadításának története
- 12. A külső-oguzok lázadása a belső-oguzok ellen, és Bejrek halálának története

## A mű forrásai
Több szeldzsuk török, perzsa és oszmán török történelmi műben is megemlítik Dede Korkutot, vagy a mű többi szereplőjét. Első fennmaradt írásos emléke 1305-ből való. Residüddin ilkán vezér perzsa nyelvű beszámolója, melyben elbeszéli Korkut származását, valamint élete történetét. Európában elsőként Adam Olearius (1603-1671) útleírásában olvashatunk, aki követként utazott keletre, és egy ottani szóbeli beszámolót rögzített. (Részletes forrásjegyzéket lásd Adorján Imre: Bevezető tanulmány. In Dede Korkut könyve.)
Dede Korkut alakja megjelenik számos török nép hagyományában is. Egyik motívum a „sírját kereső Korkut Atya”, melyben a hős a halál elől menekülve álmában mindenhol a számára ásott sírokat látja. Egy másik mondában Korkut Atya kultúrhéroszként feltalálja a kobozt, valamint a tamburát. Több helységnév-magyarázat is fűződik a nevéhez. Többek között a kirgiz Manasz eposzban is megemlítik.

## Eredeti szövegek
1815-ben H. O. Fleischer fedezte fel Drezdában. A mű címe latin betűs átiratban: Kitab-i Dedem Korkut ala lisan-i taife oguzan (magyarul: Dedem Korkut könyve az oguz nép nyelvén). Ez a változat tartalmazza az Előiratot és mind a 12 elbeszélést. 1944-ben Törökországból is előkerült egy töredék (az isztambuli Top Kapı Saray könyvtárából). 1950-ben Ettore Rossi is felfedez egy kéziratot a Vatikáni Apostoli Könyvtárban, amely hat történetet tartalmaz (1., 2., 3., 4., 7. és 12.), címe Hikâyet-i Oguznâme-i Kazan beg ve gayri (magyarul Kazán bég és mások oguz mondái és történetei...).

## A mű datálása
A drezdai kéziratról különböző filológiai megfontolások alapján úgy tartják, a 14-16. század között keletkezhetett. Maguk a mondák keletkezésüket tekintve sokkal korábbiak lehetnek, valószínűleg jóval az oszmán kor előttiek, gyökereik pedig az iszlám hitre áttérést megelőző időkbe nyúlnak: török tudósok szerint 8-12. századiak, egyes nyugati kutatók szerint akár időszámításunk előttiek is lehetnek.

## Kiadások
H. O. von Diez ismertette először a művet már 1815-ben, majd 1894-ben az orosz W. Bartold (Vasily Vladimirovich Bartold; orosz: Василий Владимирович Бартольд; német: Wilhelm Barthold) tanulmányozta Deli Dumrul (5.), Bikács kán (1.), Kazán szállásának elpusztítása (2.) és Bamszi Bejrek (3.) történetét, utóbbi kettőt le is fordította. Törökországban elsőként 1916-ban jelentette meg nyomtatásban (arab betűkkel) Kilisli Rifat, majd (immár latin betűs átírásban) 1838-ban Orhan Saik Gökyay címmel, melyet mai török nyelvre is lefordított. Azerbajdzsánban H. Arasli átírásában 1939-ben jelent meg mind a tizenkét történet. 1958-ban Muharrem Ergin török kutató készítette el a mű első kritikai kiadását, melyhez 1963-ban szótárt és nyelvtant is mellékelt. 1958-ban Joachim Hein németre, 1974-ben Geoffrey Lewis angolra fordította.

## Magyar kiadások
Magyarul több helyen is megjelentek részletek a műből. Első teljes fordítását Adorján Imre és Puskás László készítette el, amely 2002-ben látott napvilágot.
- Dede Korkut könyve. (részlet) In Örök kőbe vésve. A régi török népek irodalmának kistükre a VII-től a XV. századig. Budapest, Európa Könyvkiadó, 1985 (Kövesdi Margit fordítása.)
- Bikács kán története. Halasi Téka, 1985 (Adorján Imre és Kelemen András fordítása.)
- Fazekas Zsuzsa (szerk.): Dede Korkut könyve. L'Harmattan Könyvkiadó–Európai Folklór Intézet, 2002 ISBN 963-8618-74-4 (Adorján Imre és Puskás László fordítása) (Terebess Ázsia E-Tár)
- Fazekas Zsuzsa (szerk.): Dede Korkut könyve. L'Harmattan Könyvkiadó – Európai Folklór Intézet, 2008 ISBN 978-963-87755-3-5 (Adorján Imre és Puskás László fordítása) (második, javított kiadás)